# Brunette (musique)
Pour les articles homonymes, voir Brunette.

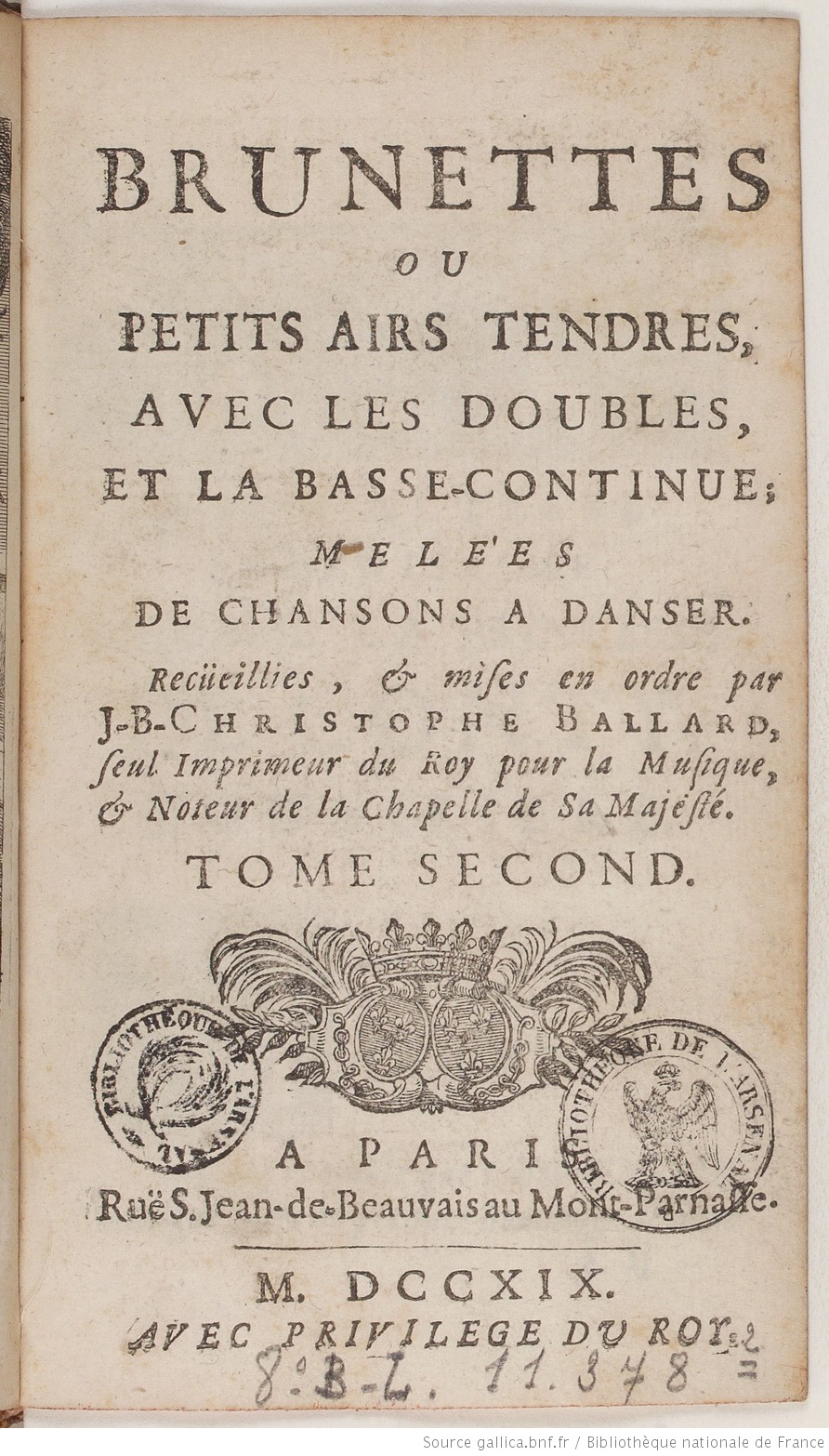
Page de titre de Brunettes ou Petits airs tendres, édition Christophe Ballard, tome second, nouvelle édition (1719).

La brunette est une composition vocale au sujet champêtre et galant, à une ou plusieurs voix avec ou sans accompagnement, populaire en France aux XVIIe et XVIIIe siècles.      

## Historique
La brunette, également appelée « air tendre », est une petite chanson populaire française sur un sujet champêtre et galant, souvent de ton pastoral, très populaire en France aux XVIIe et XVIIIe siècles,,. C'est une composition brève, pour une, deux ou trois voix, en homorythmie, avec ou sans basse continue,. 
La brunette tire son nom de l'idéal féminin de la « petite brune » de la poésie médiévale. Les chansons du genre évoquaient souvent une « jolie brunette », d'où leur titre. La première occurrence du nom provient des deux derniers vers de la première strophe de la chanson intitulée Le Beau berger Tircis, :
Le beau berger Tircis,

Près de sa chère Annette,

Sur le bord du Loir assis

Chantait dessus sa musette :

– Ah, petite brunette,

Ah, tu me fais mourir.

Le Beau berger Tircis est publié en 1628 par Pierre Ballard dans le septième livre des Airs de cour et de différents autheurs, et le terme de brunette devient au XVIIe siècle synonyme de « chanson d'amour » sur un air simple et naturel pouvant cependant faire l'objet d'agréments voire d'un double.
Le genre, tendre et léger, est notamment popularisé par l'éditeur parisien Christophe Ballard, qui publie au XVIIIe siècle de nombreux recueils de brunettes (trois volumes de Brunettes ou petits airs tendres, avec les doubles et la Basse-Continue ; mêlées de Chansons à danser, en 1703, 1704 et 1711). De forme, il se rattache à la forme binaire de l'air de cour et à celle de la chanson avec refrain. 
Signe de sa popularité, la brunette sert d'exemple pédagogique pour la réalisation d'une basse continue dans les Principes de l'Accompagnement du clavecin (1719) de Jean-François Dandrieu (1681/1682-1738, 13 brunettes). 
La brunette est également introduite dans l'opéra, par Lully et Rameau (sous le nom de « gavotte tendre ») notamment, ainsi que dans l'opéra-comique (comme timbre), et devient aussi instrumentale, au clavecin (insérée dans des suites par exemple), à la flûte, au hautbois ou au violon,, utilisée par exemple par Michel Blavet et Michel Pignolet de Montéclair. 
Le mot « brunette » est progressivement remplacé dans la deuxième moitié du XVIIIe siècle par celui de romance. 

## Discographie
- Vous avez dit brunettes ?, Les Kapsber'girls, Alpha, 2021[6].
- Oh, ma belle brunette, Reinoud van Mechelen (ténor), ensemble A Nocte Temporis, Alpha, 2022[7].